# Wenden (Rhénanie-du-Nord-Westphalie)
Pour les articles homonymes, voir Wenden.

Wenden est une commune de Rhénanie-du-Nord-Westphalie (Allemagne), située dans l'arrondissement d'Olpe, dans le district d'Arnsberg, dans le Landschaftsverband de Westphalie-Lippe.

## Histoire
| Appartenances historiques Électorat de Cologne 1180-1803 Landgraviat de Hesse-Darmstadt 1803-1806 Grand-duché de Hesse 1806-1815 Royaume de Prusse (Province de Westphalie) 1815-1918 République de Weimar 1918-1933 Reich allemand 1933-1945 Allemagne occupée 1945-1949 Allemagne 1949-présent |

## Personnalités liées à la ville
- Caspar Klein (1865-1941), archevêque né à Elben.